# Mary Had a Little Boy
Mary Had a Little Boy è un singolo del gruppo musicale tedesco Snap!, pubblicato il 26 novembre 1990 come quarto e ultimo estratto dal primo album in studio World Power.

## Tracce
7" Single
1. Mary Had a Little Boy (Radio Edit) – 3:41
2. Mary Had a Little Boy (Radio Edit Instrumental) – 3:41

CD Maxi
1. Mary Had a Little Boy (Radio Edit) – 3:41
2. Mary Had a Little Boy (Club Edit) – 5:56
3. Believe the Hype (US Edit) – 6:25

## Classifiche

### Classifiche settimanali
| Classifica (1990/91)     | Posizione massima |
| ------------------------ | ----------------- |
| Australia                | 18                |
| Austria                  | 9                 |
| Belgio (Fiandre)         | 7                 |
| Europa                   | 4                 |
| Finlandia                | 5                 |
| Germania                 | 4                 |
| Irlanda                  | 10                |
| Italia                   | 15                |
| Nuova Zelanda            | 13                |
| Paesi Bassi              | 3                 |
| Regno Unito              | 8                 |
| Spagna                   | 6                 |
| Stati Uniti (dance club) | 4                 |
| Svezia                   | 7                 |
| Svizzera                 | 4                 |

### Classifiche di fine anno
| Classifica (1991) | Posizione |
| ----------------- | --------- |
| Belgio (Fiandre)  | 70        |
| Germania          | 35        |
| Italia            | 89        |